# Forever (Loreen)

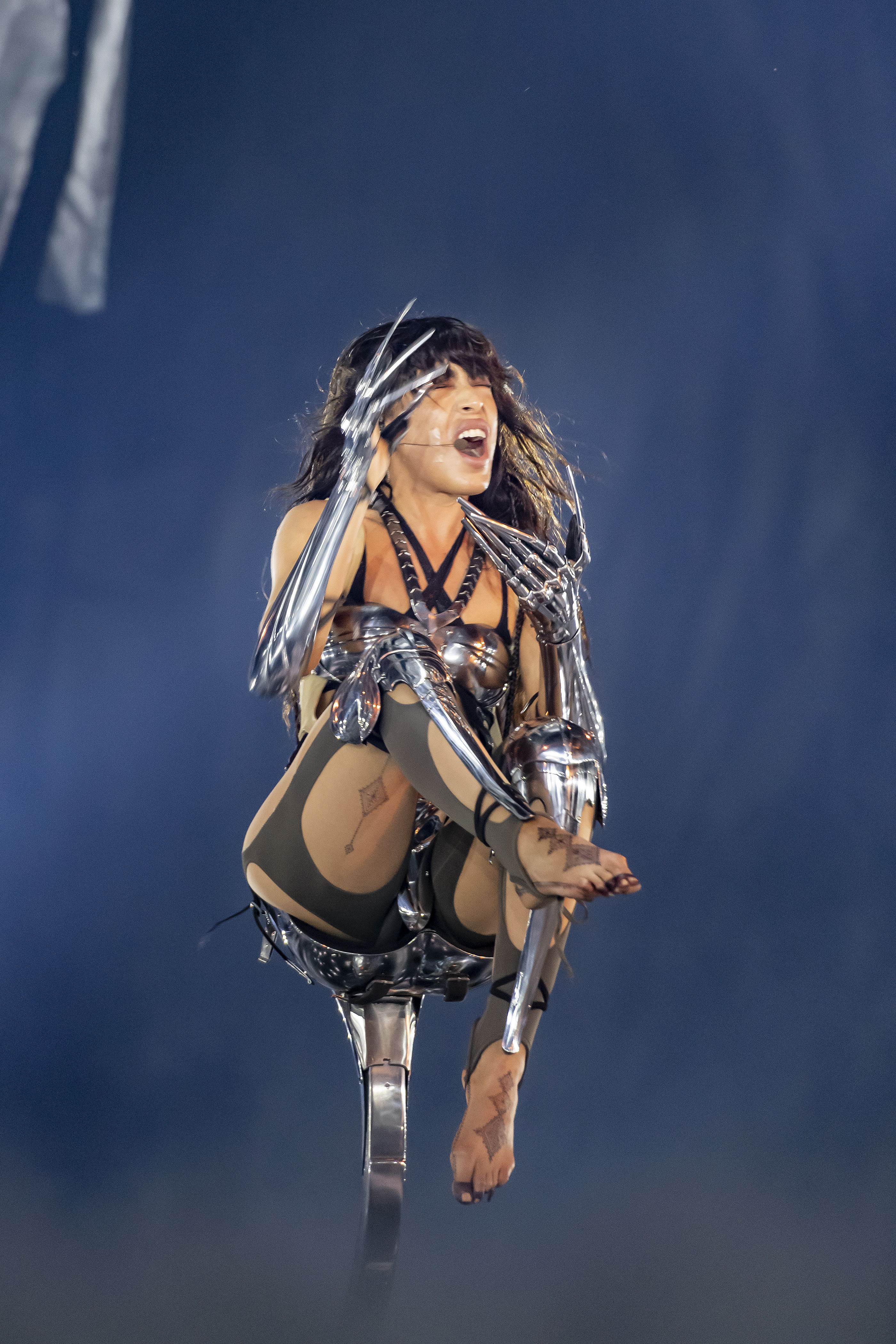
Loreen durante l'esecuzione di Forever alle prove finali dell'Eurovision Song Contest 2024 a Malmö

Forever è un singolo della cantante svedese Loreen, pubblicato il 10 maggio 2024 su etichetta discografica Promised Land Records.
Loreen ha presentato la canzone alla finale dell'Eurovision Song Contest 2024, dove si è esibita come vincitrice in carica.

## Descrizione
Dopo aver lanciato il singolo pop Is It Love, Loreen ha scelto di ritornare alle sue origini nella musica dance con il brano Forever. In un'intervista per Official Charts, l'artista ha rivelato che la canzone è una dedica ai suoi fan, affermando che "è un regalo per voi". Inoltre, il disco cerca di creare un seguito all'album Heal del 2012, ma funge anche da secondo capitolo di Tattoo; se quest'ultimo rappresenta un "modo costruttivo di vedere il dolore nelle nostre vite", Forever è un inno all'"energia positiva [che] attrae energia positiva".
Loreen ha scritto il singolo insieme al team di produzione TMS, Boy Matthews, Conor Blake, Kevin Hickey e Zhone. La cantante ha concepito le prime armonie cantando al piano, spiegando che la creazione della traccia è stata "libera dall'inizio alla fine [...] tutto è venuto quasi in una sola volta. Naturalmente, abbiamo apportato qualche piccola modifica."

## Promozione
Per promuovere il singolo, Loreen si è esibita in occasione della finale dell'Eurovision Song Contest 2024, dove era la vincitrice in carica, eseguendo un medley di Forever e Tattoo, il brano vincitore dell'anno precedente.

## Tracce
Testi di Loreen Talhaoui, TMS, Boy Matthews, Conor Blake, Kevin Hickey e Zhone, musiche di Zhone e Billen Ted.
1. Forever – 3:23

## Classifiche
| Classifica (2024) | Posizione massima |
| ----------------- | ----------------- |
| Svezia            | 60                |